# 강선희
강선희(1977년 7월 18일 ~ )는 대한민국의 보치아 선수이다. 보조 선수의 도움을 받아 마련된 홈통 위 공을 선수가 직접 굴리는 BC3 종목에 출전하고 있다. 사회복지사를 준비하던 도중 선수로는 비교적 늦은 나이인 40세에 생활 체육으로 보치아에 입문했지만 2022년 항저우 아시안 파라 게임에서의 금메달을 시작으로 2024 파리 패럴림픽에서 2개의 메달을 따내는 등 고른 활약을 이어가고 있다.

## 경력
강선희는 2017년 보치아에 입문했다. 사회복지사를 준비하던 도중인 2016년 장애인 체육 현장을 방문했다가 보치아를 알게 되어 빠져든 것. 그렇게 2017년부터 보치아를 시작하게 되었다. 2019년부터 국내 대회에 출전하기 시작한 강선희는 2022년 처음으로 국가대표에 발탁, 입문 5년 만에 성과를 내기도 했다.
강선희는 2023년 중국 항저우에서 열린 2022년 장애인 아시안 게임에 출전, 생애 처음으로 종합 국제대회에 나섰다. 정호원과 함께 나선 BC3 페어에서 금메달을 따냈다. 다만 BC3 개인전에서는 대표팀 동료 최예진과 준결승에서 만나 패배, 4위를 기록했다.
강선희는 2024 파리 패럴림픽에 출전, BC3 개인전에서 동메달을 따냈다. 이어 정호원과 함께 출전한 BC3 페어에서는 은메달을 목에 걸며, 생애 처음으로 나선 패럴림픽에서 멀티 메달을 기록했다.